# Centro Universitário Curitiba
O Centro Universitário Curitiba (UniCuritiba) é uma instituição de ensino superior que ministra cursos de graduação, pós-graduação, mestrado e doutorado.

## História
As origens do Centro Universitário Curitiba (UniCuritiba) remontam ao final do século XIX, quando em 1897 o professor Elysio de Oliveira Vianna dá início a uma escola primária na capital paranaense, batizada então com seu nome. Foi a partir dessa instituição básica de ensino que seu sobrinho, professor Milton Vianna, desenvolveu e criou o Ginásio Novo Ateneu (que futuramente viria a ser conhecido como Colégio Novo Ateneu, 1925-2020), em 1925.
Em 1950, é fundado a Faculdade de Direito de Curitiba por Milton Vianna. No fim da década de 1990, foram criadas a Faculdade de Ciências Administrativas de Curitiba e a Faculdade de Comunicação Social de Curitiba. A partir de então, a instituição passou a operar sob o timbre de Faculdades Integradas Curitiba. Pouco tempo depois, no ano de 2002, foi inaugurado o Campus Milton Vianna Filho, situada na Rua Chile, no Bairro Rebouças, em Curitiba. Situado na antiga sede do Serviço Nacional de Aprendizagem Industrial (SENAI), o prédio foi projetado especificamente para receber uma instituição de ensino de grande porte, contando com mais de 70 salas de aula, cinco blocos, laboratórios de informática, estúdios de áudio, vídeo e fotografia, laboratórios de engenharia, maquetaria, agência de publicidade júnior e um escritório jurídico.
No ano de 2006, iniciaram as atividades do Programa de Mestrado em Direito Empresarial e Cidadania, cuja linha de pesquisa está sedimentada no estudo dos direitos fundamentais e dos ramos do direito empresarial e econômico, destacando-se o funcionamento ininterrupto do programa e a formação de inúmeros pesquisadores e professores. No ano seguinte, em 2007, a instituição foi elevada à condição de Centro Universitário, passando então a adotar sua atual nomenclatura: Centro Universitário Curitiba (UniCuritiba). E em 2019 foi aprovado, pela CAPES, o programa de Doutorado em Direito Empresarial e Cidadania, consolidando o Programa de Pós-Graduação Stricto Sensu e o ensino contínuo das ciências jurídicas na instituição, permitindo a formação integral dos seus egressos.
Ainda em 2019, no fim do ano, o Centro Universitário Curitiba foi adquirido pela Anima Educação, grupo educacional brasileiro. Em 2020, com a consolidação do negócio, a Anima Educação procedeu à unificação das suas instituições de ensino existentes na capital paranaense e passou a geri-las sob a marca UniCuritiba.
Nesta nova gestão, o UniCuritiba conta com mais de 50 cursos de graduação, diversos cursos de especialização e o Programa de Pós-Graduação em Direito Empresarial e Cidadania, com Mestrado e Doutorado. Estruturalmente, além do Campus Milton Vianna Filho, a instituição passou a contar com um Campus no bairro Pinheirinho, às margens da Rodovia Regis Bittencourt.